# Forenede Højre
Forenede Højre (Polsk: Zjednoczona Prawica) er en polsk, konservativ, politisk koalition som siden parlamentsvalget i 2015 været ved magten. Efter interne uroligheder blev koalitionen fornyet i 2019 og senere igen i 2020.
I begyndelsen i 2014 var koalitionen oprindeligt i form af en parlamentarisk gruppe i Sejmen kaldet Bare Polen dannet af politikere fra Polen Sammen og Det Forenede Polen.
De blev derefter enige om at samarbejde med Lov og Retfærdighedspartiet og sluttede sig til Lov og Retfærdighedpartiets parlamentariske gruppe og valglister samme år, i tide til lokalvalget i 2014 og parlamentsvalget i 2015. Sammensætningen af koalitionen har siden ændret sig over tid, da parter har sluttet sig til og forladt koalitionen.